# 高崎隆治
高崎 隆治（たかさき りゅうじ、1925年7月25日 - 2013年6月）は、日本の戦争研究家。
神奈川県横浜市生まれ。法政大学文学部国文科卒。在学中に学徒兵として召集。主に戦時下の雑誌ジャーナリズム及び戦争文学をテーマとした執筆・講演活動を続けている。講談社『昭和萬葉集』では編纂部顧問をつとめた。1996年、里村欣三研究その他で、人文科学研究協会研究奨励賞を受賞。2008年、第14回横浜文学賞受賞。創価学会系の人物である。

## 著書
- 戦争文学通信 風媒社 1975
- 戦時下の雑誌 その光と影 風媒社 1976.12
- ペンと戦争 その屈辱と抵抗 成甲書房 1976.12
- 戦時下文学の周辺 風媒社 1981.2
- 文学のなかの朝鮮人像 青弓社, 1982.4
- 非戦のうた 日本評論社 1982.8
- 「一億特攻」を煽った雑誌たち 文芸春秋・現代・婦人倶楽部・主婦之友 第三文明社 1984.5
- 戦争と戦争文学と 日本図書センター 1986.8
- 戦時下のジャーナリズム 新日本出版社 1987.8
- 戦争詩歌集事典 日本図書センター 1987.9
- 従軍作家里村欣三の謎 梨の木舎 1989.8
- 戦時下俳句の証言 1992.8 (新日本新書)
- 「陣中日誌」に書かれた慰安所と毒ガス 梨の木舎 1993.12
- 雑誌メディアの戦争責任 「文芸春秋」と「現代」を中心に 第三文明社 1995.6
- 戦場の女流作家たち 論創社 1995.8
- 戸田城聖1940年の決断 軍国教育との不屈の闘い 第三文明社 2002.2
- 新潮社の戦争責任 第三文明社 2003.8
- 上海狂想曲 2006.8 (文春新書)

## 編纂
- 無名兵士の詩集 戦陣の中の反戦詩（編）太平出版社 1972 (シリーズ・戦争の証言)
- 十五年戦争極秘資料集 第1集 竜渓書舎 1976
- 十五年戦争重要文献シリーズ 第1集 軍医官の戦場報告意見集 不二出版 1990.2